# Шарлота Пруска (1831 – 1855)
Фридерика Луиза Вилхелмина Мариана Шарлота Пруска (на немски: Charlotte Prinzessin von Preussen; Friederike Luise Wilhelmine Marianne Charlotte Prinzessin von Preussen; * 21 юни 1831 в дворец Шьонхаузен, близо до Берлин; † 30 март 1855 в Майнинген) от род Хоенцолерн е принцеса от Кралство Прусия и чрез женитба наследствена принцеса на Саксония-Майнинген.
Тя е голямата дъщеря на принц Албрехт Пруски (1809 – 1872) и първата му съпруга принцеса Мариана Нидерланска фон Орания-Насау (1810 – 1883), дъщеря на крал Вилхелм Фридрих I Нидерландски (1772 – 1843) и принцеса Вилхелмина Пруска (1774 – 1837). Внучка е на пруския крал Фридрих Вилхелм III (1770 – 1840) и херцогиня Луиза фон Мекленбург-Щрелиц (1776 – 1810). Племенница е на Фридрих Вилхелм IV (1795 – 1864), крал на Прусия, Вилхелм I (1797 – 1888), император на Прусия, и на Шарлота (1798 – 1860), императрица на Русия, съпруга на руския император Николай I. Сестра е на Албрехт (1837 – 1906) и на Александрина (1842 – 1906), омъжена 1865 г. за херцог Вилхелм фон Мекленбург (1827 – 1879). Родителите ѝ се развеждат 1849 г. Баща ѝ Албрехт Пруски се жени втори път 1853 г. (морган.) за Розалия фон Раух „графиня фон Хоенау“ (1820 – 1879). Опекунството за децата получава кралица Елизабет.
Шарлота е музикално талантлива и получава уроци от композитора и музикален педагог Юлиус Щерн (1820 – 1883). Тя композира между другото „военен марш Нр. 55“ и „турски марш Нр. 162“.
Шарлота Пруска се омъжва на 18 май 1850 г. в дворец Шарлотенбург за наследствения принц Георг II фон Саксония-Майнинген (* 2 април 1826, Майнинген; † 25 юни 1914, Вилдунген), единствен син на херцог Бернхард II фон Саксония-Майнинген (1800 – 1882) и принцеса Мария Фридерика фон Хесен-Касел (1804 – 1888). Пруският крал им дава северното крило на „Мармор-палат“ за живеене. От майка си тя получава италианската „Вила Шарлота“ на езерото Комо.
Шарлота Пруска умира на 30 март 1855 г. на 23 години след раждането на последния ѝ син в Майнинген и е погребана в „Парковото гробище Майнинген“.

## Деца
Шарлота Пруска и Георг II фон Саксония-Майнинген имат четири деца:
- Бернхард III Фридрих Вилхелм Алберт Георг (* 1 април 1851, Майнинген; † 16 януари 1928, Майнинген), херцог на Саксония-Майнинген и Хилдбургхаузен (1914 – 1918), абдикира на 10 ноември 1918 г., женен на 18 февруари 1878 г. в Берлин за принцеса Виктория Елизабет Августа Виктория Шарлота Пруска (* 24 юли 1860, Потсдам; † 1 октомври 1919, Баден-Баден), дъщеря на германския император Фридрих III и Виктория (1840 – 1901), принцеса на Великобритания и Ирландия
- Георг Албрехт (* 12 април 1852, Майнинген; † 27 януари 1855, Майнинген)
- Мария Елизабет (* 23 септември 1853, Потсдам; † 22 февруари 1923, Мюнхен), пианистка и композиторка, неомъжена
- син (* 29 март 1855, Потсдам; † 30 март 1855, Майнинген)

Нейният съпруг Георг II фон Саксония-Майнинген става херцог на Саксония-Майнинген през 1866 г., жени се втори път 1858 г. за принцеса Феодора фон Хоенлое-Лангенбург (1839 – 1872) и трети път 1873 г. за Хелена Франц фрайфрау фон Хелдбург (1839 – 1923).